# Urdari
Urdari est une commune roumaine située dans le județ de Gorj.